# Мир крепежа
«Мир крепежа» — короткометражный фильм режиссёра Михаила Сегала. В 2011 году фильм получил главный приз конкурса «Кинотавр» "Короткий метр" за лучший фильм и Специальный Приз Future Shorts Russia «За великолепный сценарий, органичную игру актеров и точную режиссуру». Главные роли в фильме, производство которого осуществила кинокомпания «RUmedia», исполнили Андрей Мерзликин, Дарья Носик и Андрей Петров, композитор Анджей Петрас, продюсерами выступили Анастасия Кавуновская, Андрей Кретов и Олег Степаненко.
Вошёл как одна из новелл в полнометражный фильм Сегала «Рассказы», вышедший в 2012 году.

## Сюжет
Оля и Митя очень любят друг друга и не хотят прожить жизнь, как «обычные люди». Серая реальность и перспектива превратиться в обывателей их пугает. Будущее слабопрогнозируемо. Но зачем прогнозировать то, что можно организовать? Профессионалы уже спешат на помощь, всё пройдёт организованно.

## В ролях
- Андрей Мерзликин — организатор свадеб
- Дарья Носик — невеста
- Андрей Петров — жених
- Полина Касьянова — певица
- Ольга Порублева — официантка

## Творческая группа
- Автор сценария: Михаил Сегал
- Режиссёр: Михаил Сегал
- Оператор: Эдуард Мошкович
- Композитор: Анджей Петрас

## Технические данные
- Производство: RUmedia
- Художественный фильм, короткометражный, цветной